# فابیو ماسوتی
فابیو ماسوتی (ایتالیایی: Fabio Masotti؛ زادهٔ ۳ ژوئن ۱۹۷۴) دوچرخه‌سوار اهل ایتالیا است.